# طبیعت عشق
طبیعت عشق (به فرانسوی: Simple comme Sylvain) یک فیلم کمدی-دراما عاشقانه کانادایی به کارگردانی مونیا شکری است که قرار است در ۲۰۲۳ منتشر شود. از بازیگران این فیلم می‌توان به مگالی لپین-بلندو، فرانسیس-ویلیام ریوم و پیر-ایو کاردینال اشاره کرد. همچنین شکری، استیو لاپلانتی و کارل ترمبلی هم از بازیگران این فیلم هستند.
این فیلم نمایش جهانی خود را در بخش نوعی نگاه از جشنواره فیلم کن ۲۰۲۳ در ۱۸ مهٔ ۲۰۲۳ داشت.